# Programa Vostok

Diagrama de una nave Vostok.

Vostok (ruso: Восток, «Este») fue un programa espacial soviético de seis misiones entre abril de 1961 y junio de 1963 que pusieron a seis cosmonautas en órbita alrededor de la Tierra. La primera fue la que llevó el primer ser humano al espacio, el cosmonauta Yuri Gagarin. La naves espaciales del programa Vostok estaban formadas por una cabina esférica de una persona, con una masa de 2,46 toneladas, y un diámetro de 2,3 metros, más un módulo cónico para el equipamiento, la cabina tripulada y comandada por el tripulante es llamada charik en ruso. La cabina fue montada encima de un módulo del instrumento que contenía el sistema del motor.
El primer prototipo no tripulado de la Vostok fue lanzado el 15 de mayo de 1960.
Para validar los sistemas de la nave, en preparación para el primer vuelo de un ser humano al espacio, se realizaron misiones con perros como tripulantes entre julio de 1960 y marzo de 1961, entre ellos los vuelos exitosos de  Belka y Strelka, Chernushka y Zviózdochka, y la exitosa recuperación de Kometa y Shutka tras el fallo del cohete portador después del lanzamiento.
El módulo de la Vostok fue modificado más adelante para el programa Vosjod, y para otros programas no tripulados.

## Trasfondo
El primer satélite artificial del mundo, Sputnik 1, había sido puesto en órbita por los soviéticos en 1957. El próximo hito en la historia de la exploración espacial sería poner un ser humano en el espacio, y tanto los soviéticos como los estadounidenses querían ser los primeros.

## Vehículos del programa
Una serie de prototipos, incluyendo al menos cinco con animales y alguno con muñeco de pruebas llamado Ivan Ivanovich, fueron usados para aclimatar las naves para el ser humano.
| Vehículo                      | Nave  | Lanzamiento | Cosmonauta           | Resultado     | Observaciones                                                             |
| ----------------------------- | ----- | ----------- | -------------------- | ------------- | ------------------------------------------------------------------------- |
| Sputnik 4 (Korabl-Spútnik 1)  | 1P    | 15-05-1960  |                      | Éxito         |                                                                           |
| ¿?                            | 1K-1  | 28-07-1960  |                      | Fallo         | Lleva a bordo los perros Lisichka y Chayka.                               |
| Sputnik 5 (Korabl-Spútnik 2)  | 1K-2  | 19-08-1960  |                      | Éxito         | Lleva a bordo los perros Belka y Strelka.                                 |
| Sputnik 6 (Korabl-Spútnik 3)  | 1K-3  | 01-12-1960  |                      | Fallo parcial | Lleva a bordo los perros Pchyolka y Mushka.                               |
| ¿?                            | 1K-4  | 22-12-1960  |                      | Fallo         | Lleva a bordo los perros Kometa y Shutka.                                 |
| Sputnik 9 (Korabl-Spútnik 4)  | 3KA-1 | 09-03-1961  |                      | Éxito         | Lleva a bordo el perro Chernushka.                                        |
| Sputnik 10 (Korabl-Spútnik 5) | 3KA-2 | 25-03-1961  |                      | Éxito         | Lleva a bordo el perro Zviózdochka.                                       |
| Vostok 1                      |       | 12-04-1961  | Yuri A. Gagarin      | Éxito         | Primer vuelo orbital humano de 89 minutos.                                |
| Vostok 2                      |       | 06-08-1961  | Guerman Titov        | Éxito         | Superó las 24 horas en órbita.                                            |
| Vostok 3                      |       | 11-08-1962  | Andrián Nikoláyev    | Éxito         | Primera misión en grupo y primera transmisión desde una cápsula espacial. |
| Vostok 4                      |       | 12-08-1962  | Pável Popóvich       | Éxito         | Primer ucraniano étnico en el espacio.                                    |
| Vostok 5                      |       | 14-06-1963  | Valeri Bykovski      | Éxito         | Récord de permanencia (5 días).                                           |
| Vostok 6                      |       | 16-06-1963  | Valentina Tereshkova | Éxito         | Primera mujer en el espacio.                                              |

Lisichka y Chayka es el nombre de las dos perritas que murieron en la misión Korabl-Sputnik -la primera Vostok 1K- del 28 de julio de 1960; 19 segundos después del lanzamiento, el cohete 8K72 sufrió un incendio en una de las cámaras de combustión del bloque G de la primera etapa. Como resultado, el lanzador perdió el rumbo y se desintegró 28,5 segundos después del despegue, ocasionando la muerte de los dos animales. Hasta el mismísimo ingeniero jefe Serguéi Koroliov se mostró desolado por la pérdida. Antes del lanzamiento, era habitual ver a Korolyov jugando con Lisichka en el cosmódromo. La destrucción de esta cápsula obligó a la introducción del asiento eyectable como sistema de escape durante el lanzamiento.

## Selección y entrenamiento de cosmonautas
| Rango de la fuerza aérea*                           | Cosmonauta          | Edad* |
| --------------------------------------------------- | ------------------- | ----- |
| Teniente mayor                                      | Ivan Anikeyev       | 27    |
| Mayor                                               | Pavel Belyayev      | 34    |
| Teniente mayor                                      | Valentin Bondarenko | 23    |
| Teniente mayor                                      | Valery Bykovsky     | 25    |
| Teniente mayor                                      | Valentin Filatyev   | 30    |
| Teniente mayor                                      | Yuri Gagarin        | 25    |
| Teniente mayor                                      | Viktor Gorbatko     | 25    |
| Capitán                                             | Anatoli Kartashov   | 27    |
| Teniente mayor                                      | Yevgeny Khrunov     | 26    |
| Ingeniero capitán                                   | Vladimir Komarov    | 32    |
| Teniente                                            | Alexei Leonov       | 25    |
| Teniente mayor                                      | Grigori Nelyubov    | 25    |
| Teniente mayor                                      | Andrian Nikolayev   | 30    |
| Capitán                                             | Pavel Popovich      | 29    |
| Teniente mayor                                      | Mars Rafikov        | 26    |
| Teniente mayor                                      | Georgi Shonin       | 24    |
| Teniente mayor                                      | Gherman Titov       | 24    |
| Teniente mayor                                      | Valentin Varlamov   | 25    |
| Teniente mayor                                      | Boris Volynov       | 25    |
| Teniente mayor                                      | Dmitri Zaikin       | 27    |
| * En el momento de la selección; Volaron al espacio |                     |       |

En enero de 1959, los soviéticos habían comenzado los preparativos para los vuelos espaciales tripulados. Los médicos de la Fuerza Aérea Soviética insistieron en que los posibles candidatos a cosmonautas fueran pilotos calificados de la Fuerza Aérea, argumentando que tendrían habilidades relevantes como exposición a fuerza g más altas, así como experiencia en asiento eyectable; también los estadounidenses habían elegido los Mercury Seven en abril de 1959, todos los cuales tenían experiencia en aviación. Los candidatos tenían que ser inteligentes, cómodos en situaciones de alto estrés y estar en buena forma física.
El diseñador jefe del programa espacial soviético, Sergei Korolev, decidió que los cosmonautas debían ser hombres, entre 25 y 30 años, no más altos de 1,75 metros y no pesar más de 72 kilogramos. Las especificaciones finales para los cosmonautas se aprobaron en junio de 1959. En septiembre habían comenzado las entrevistas con posibles cosmonautas. Aunque a los pilotos no se les dijo que podrían volar al espacio, uno de los médicos a cargo del proceso de selección creía que algunos pilotos lo habían deducido. Un poco más de 200 candidatos lograron pasar el proceso de entrevista y, en octubre, se les realizó una serie de pruebas físicas exigentes a los restantes, como exposición a bajas presiones y un entrenamiento de alta G. A finales de 1959, se habían seleccionado 20 hombres. Korolev insistió en tener un grupo más grande que el equipo de siete astronautas de la NASA. De estos 20, cinco estaban fuera del rango de edad deseado; por lo tanto, el requisito de edad se relajó. A diferencia del grupo de astronautas de la NASA, este grupo no estaba formado particularmente por pilotos experimentados; Belyayev fue el más experimentado con 900 horas de vuelo. Las naves espaciales soviéticas estaban más automatizadas que sus contrapartes estadounidenses, por lo que no era necesaria una experiencia de pilotaje significativa.
El 11 de enero de 1960, el Mariscal Jefe de Aviación soviético Konstantin Vershinin aprobó planes para establecer el Centro de Entrenamiento de Cosmonautas, cuyo propósito exclusivo sería preparar los cosmonautas para sus próximos vuelos; Inicialmente, la instalación tendría alrededor de 250 empleados. Vershinin asignó al ya famoso aviador Nikolai Kamanin para supervisar las operaciones en la instalación. Para marzo, la mayoría de los cosmonautas habían llegado a las instalaciones de entrenamiento; Vershinin pronunció un discurso de bienvenida el 7 de marzo y los que estaban presentes fueron admitidos formalmente en el grupo de cosmonautas. A mediados de junio, los veinte estaban estacionados permanentemente en el centro. En marzo, los cosmonautas comenzaron un régimen diario de ejercicios y se les impartieron clases sobre temas como sistemas espaciales de cohetes, navegación, geofísica y astronomía.
Debido a las limitaciones de espacio de la instalación inicial, los cosmonautas y el personal fueron reubicados en una nueva instalación en la Ciudad de las Estrellas (entonces conocida como Zelenyy), que ha sido la sede del programa de entrenamiento de cosmonautas de Rusia desde hace más de 60 años. La mudanza se llevó a cabo oficialmente el 29 de junio de 1960.

### Seis de Vanguardia
En el Instituto de Investigación de Vuelo Gromov, se había construido un simulador de nave espacial, llamado TDK-1. Debido a la ineficiencia de entrenar a los 20 cosmonautas en el simulador, se decidió que seleccionarían a seis hombres que pasarían por un entrenamiento acelerado. Este grupo, que sería conocido como “Los Seis de Vanguardia”, se decidió el 30 de mayo de 1960, e inicialmente estaba formado por Gagarin, Kartashov, Nikolayev, Popovich, Titov y Varlamov. Alexei Leonov recuerda que estos seis eran los más bajos del grupo de 20.
En julio, poco después de la reubicación en la Ciudad de las Estrellas, dos de los seis fueron reemplazados por motivos médicos. En primer lugar, durante una prueba de centrifugación de 8 g, Kartashov experimentó algunos daños internos, lo que provocó una hemorragia menor en la espalda. A pesar de las solicitudes de Gagarin para que se quedara, los médicos decidieron sacar a Kartashov del grupo de seis. Más tarde, en julio, Varlamov estuvo involucrado en un accidente de natación. Durante una inmersión en un lago cerca del centro de entrenamiento, se golpeó la cabeza contra el fondo, desplazando una vértebra cervical. Entonces, a finales de julio, los Seis de Vanguardia eran: Gagarin, Bykovskiy, Nelyubov, Nikolayev, Popovich y Titov.
Para enero de 1961, estos seis habían terminado el entrenamiento de paracaídas y recuperación, así como los regímenes de tres días en simuladores. El 17 de enero, los seis participaron en sus exámenes finales, incluido el tiempo que pasaron en un simulador y una prueba escrita. Con base en estos resultados, una comisión, supervisada por Kamanin, recomendó el uso de los cosmonautas en el siguiente orden: Gagarin, Titov, Nelyubov, Nikolayev, Bykovskiy, Popovich. En esta etapa, Gagarin era el claro favorito para ser el primer hombre en el espacio, no solo según los exámenes, sino también entre una evaluación informal por pares.

## Misiones

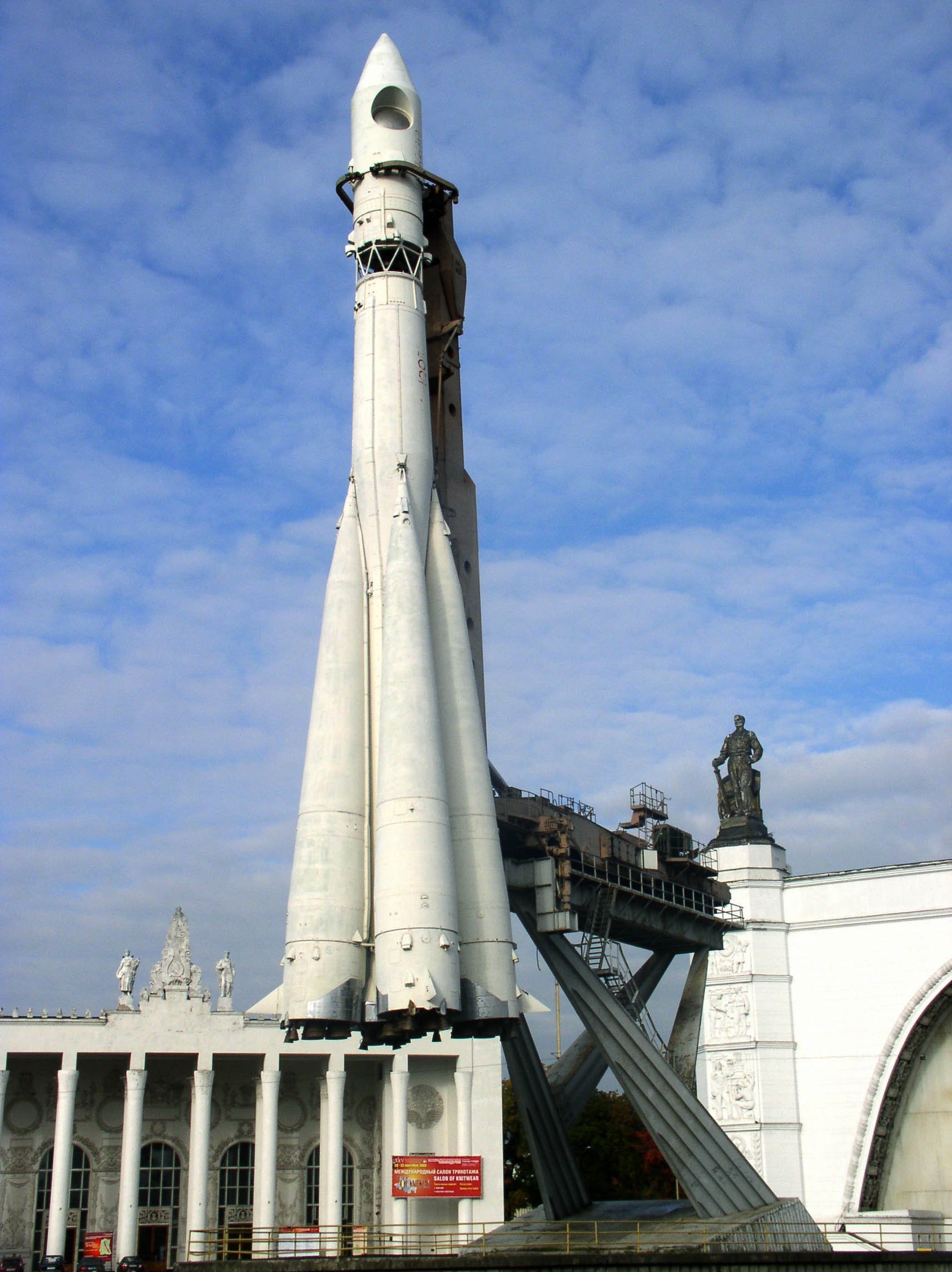
Una copia del R-7 en Moscú

Vostok 1, el primer vuelo espacial tripulado en abril de 1961, fue precedido por varios vuelos preparatorios. A mediados de 1960, los soviéticos se enteraron de que los estadounidenses podrían lanzar un vuelo espacial tripulado suborbital en enero de 1961. Korolev vio esto como una fecha límite importante y estaba decidido a lanzar una misión de vuelo espacial tripulado antes de que los estadounidenses lanzaran su misión suborbital humana. En abril de 1960, los diseñadores de la oficina de diseño de Sergei Korolev, entonces conocida como OKB-1, había completado un plan preliminar para la primera nave espacial Vostok, llamada Vostok 1K. Este diseño se utilizaría con fines de prueba; también en su plan estaba Vostok 2K, un satélite espía que más tarde se conocería como Zenit 2, y Vostok 3K, que se usaría para las seis misiones Vostok tripuladas.
A pesar del gran tamaño geográfico de la Unión Soviética, existían limitaciones obvias para monitorear vuelos espaciales orbitales desde estaciones terrestres dentro del país. Para remediar esto, los soviéticos estacionaron alrededor de siete buques de guerra, o barcos de seguimiento, en todo el mundo. Para cada estación terrestre o nave de seguimiento, la duración de las comunicaciones con una nave espacial en órbita se limitó a entre cinco y diez minutos.

### Korabl-Sputnik 1
La primera nave espacial Vostok fue una variante no diseñada para ser recuperada de la órbita; la variante también se llamó Vostok 1KP (o 1P). A sugerencia de Korolev, los medios de comunicación llamarían a la nave espacial Korabl-Sputnik, ("nave satélite"); el nombre Vostok todavía era un nombre en clave secreto en este momento. Esta primera nave espacial Vostok se puso en órbita con éxito el 15 de mayo de 1960. Debido a un mal funcionamiento del sistema, en la órbita 64 de la nave espacial, los propulsores se encendieron y la enviaron a una órbita aún más alta. La órbita finalmente decayó, y reingresó a la atmósfera varios años después.

## El primer ser humano en el espacio

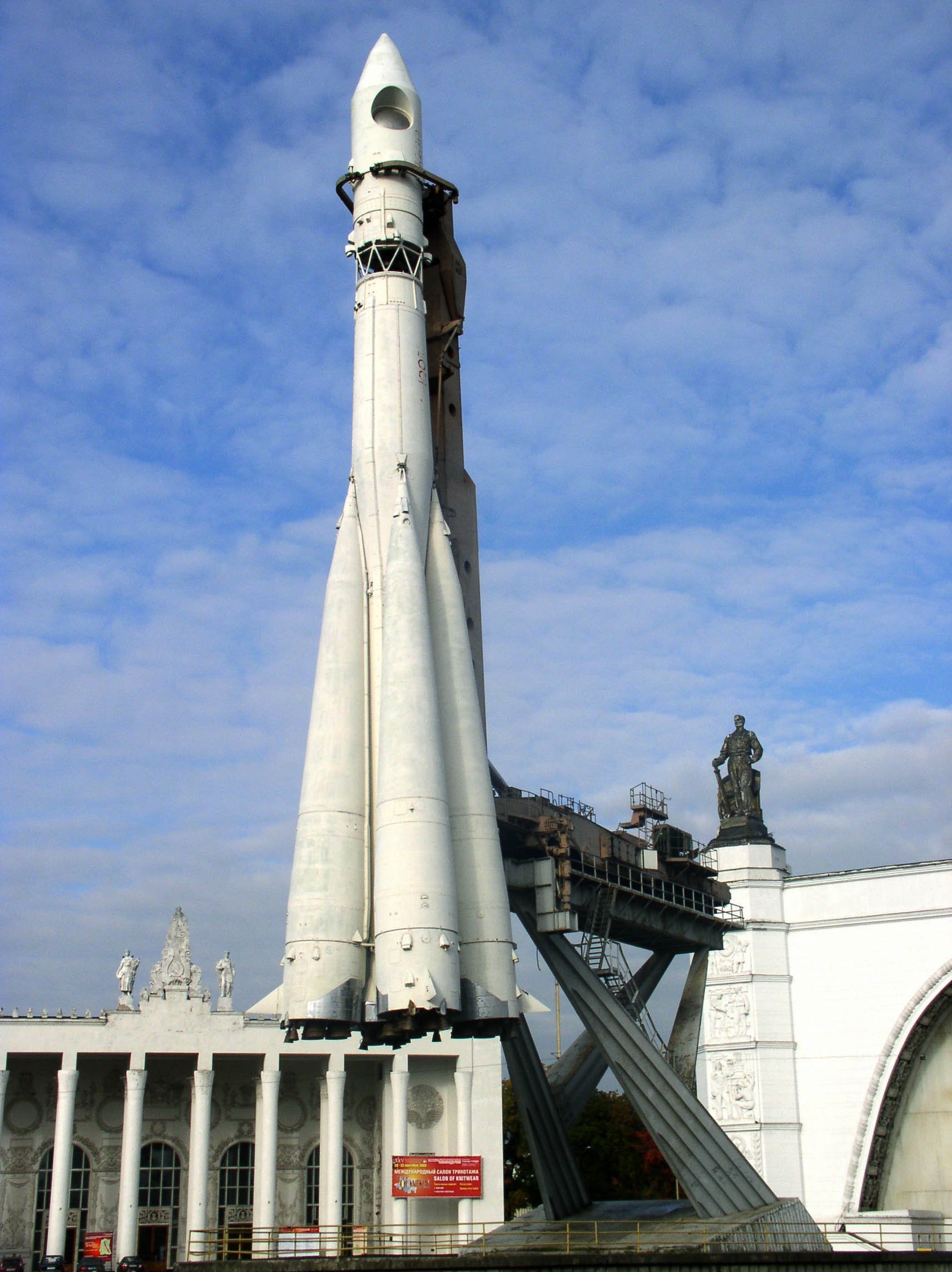
Cohete Vostok (R-7).

El 12 de abril de 1961 Yuri Gagarin se convirtió en el primer ser humano en viajar al espacio. Gagarin viajó en la nave Vostok 1, que dio una vuelta a la Tierra en una misión que duró apenas 108 minutos.
El cosmonauta estaba sujeto a un asiento eyectable, por medio del cual saldría del módulo luego del reingreso, a una altitud de aproximadamente 7 kilómetros.
Los científicos no conocían con certeza los efectos de la ingravidez, y la nave estuvo siempre bajo control terrestre.
Sin embargo, Gagarin no sufrió ningún efecto perjudicial, y se expulsó unos 20  minutos antes del aterrizaje, hecho que se mantuvo oculto por algún tiempo, en parte porque algunas marcas internacionales requerían que el piloto tocara tierra junto con su nave.

## La primera mujer en el espacio

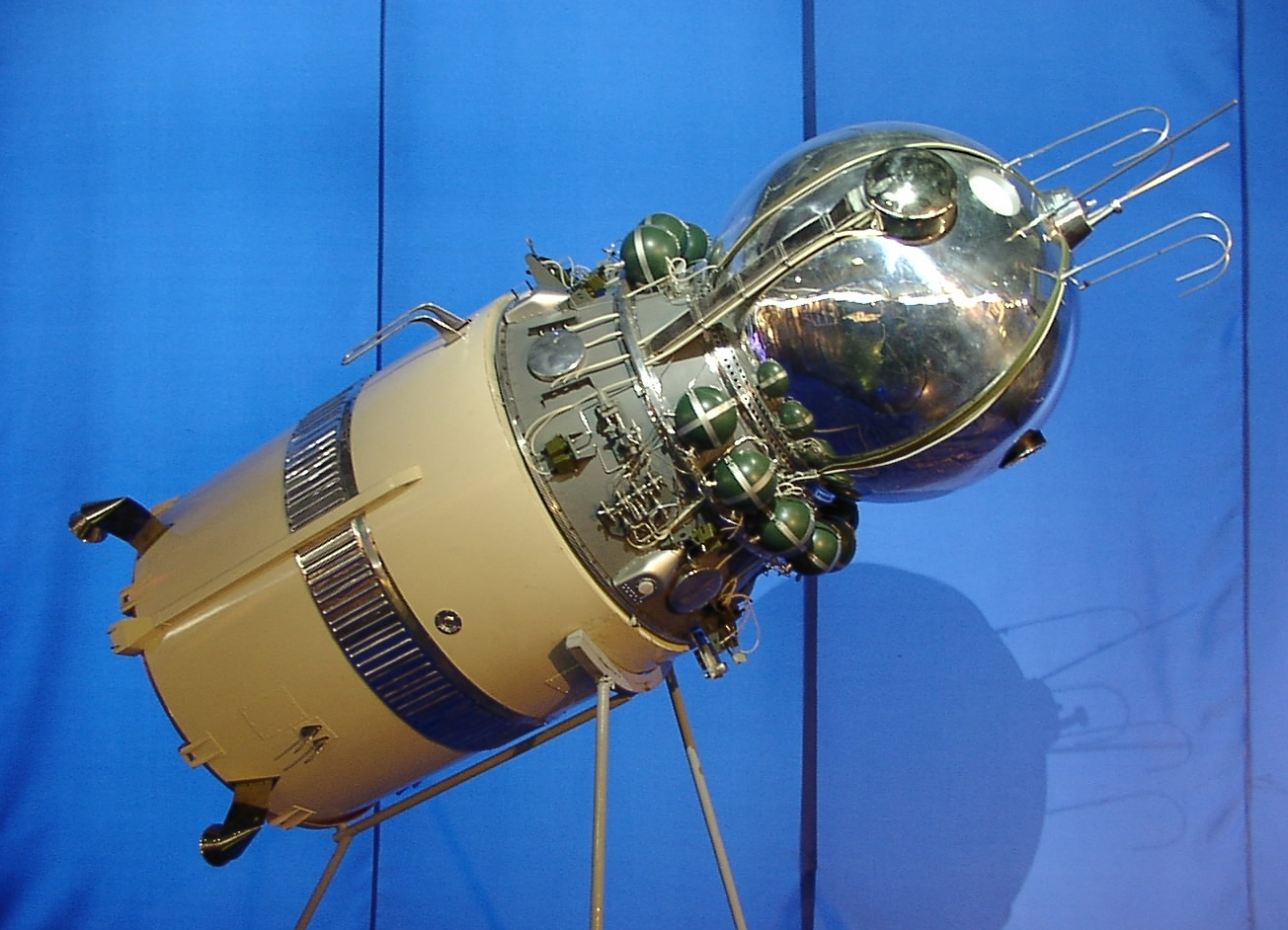
Modelo de nave Vostok 3KA junto una tercera etapa del lanzador.

El 16 de junio de 1963 la última cosmonave tripulada de la serie Vostok, la Vostok 6, despegó llevando consigo la primera  cosmonauta del mundo, Valentina Tereshkova. Este era un vuelo conjunto con la nave Vostok 5, pilotada por Valeri Bikovski. Durante esta misión se realizaron investigaciones médico-biológicas, se validaron y analizaron asuntos relativos al desarrollo de los sistemas de las naves. También fue durante esta misión que el problema de la alimentación de los cosmonautas fue resuelto satisfactoriamente.

## Satélites derivados de la Vostok
Si bien la cosmonave Vostok dejó de ser usada en vuelos tripulados para dar paso a los tipos Vosjod y Soyuz, más sofisticados y con mayores capacidades, el ingenioso diseño de la Vostok ha sido utilizado como base para varios modelos de satélites artificiales, algunos de los cuales todavía prestan servicio, como los satélites de reconocimiento del tipo Fotón, usados desde 1985, el último de los cuales despegó recién el 31 de mayo desde el cosmódromo de Baikonur con una buena parte de su carga útil proporcionada por la Agencia Espacial Europea.